# Планинарски савез Републике Српске
Планинарски савез Републике Српске (ПСРС) (енгл. Mountaineering association of Republic of Srpska) је гранска организација која под својим окриљем окупља планинарска друштва и друге сродне организације на територији Републике Српске. Сједиште Планинарског савеза Републике Српске се налази у улици Петра Кочића 2 у Фочи. Планинарски савез Републике Српске је пуноправни члан Спортског савеза Републике Српске. ПСРС сарађује са Министарством породице, омладине и спорта Републике Српске, и руководи се савјетима истог.

## Задужења
Планинарски савез Републике Српске организује разне активности и координише као кровна организација активностима свих својих чланова, односно активностима планинарских и сличних удружења у Републици Српској. Између осталог, Планинарски савез Републике Српске организује: 
- Полагања за планинске водиче
- Лигу Републике Српске у планинарској оријентацији
- Обуку алпиниста
- Обуку ГСС-а
- Обуку маркациста
- Уписивање планинарских стаза у регистар ПСРС
- Годишњу експедицију планинара Републике Српске
- Слет планинара Републике Српске
- Планинарске походе

## Унутрашња организација
Планинарски савез Републике Српске се највећим дијелом финансира из буџета Републике Српске, а мањим дијелом од средстава обазбјеђеним прикупљањем чланарине.
Председник ПСРС је Љубиша Араманда, секретар ПСРС је Игор Ђукић, а начелник ПСРС је Жарко Крсмановић.
- 1. Скупштина Планинарског савеза Републике Српске
- 2. Савјет Планинарског савеза Републике Српске
- 3. Управни одбор Планинарског савеза Републике Српске
- 4. Надзорни одбор Планинарског савеза Републике Српске
- 5. Вијеће части Планинарског савеза Републике Српске
- 6. Начелништво Планинарског савеза Републике Српске
- 7. Стручна служба Планинарског савеза Републике Српске

Специјализоване службе:
1. Горска служба спасавања Републике Српске (ГСС РС)
2. Водичка служба Планинарског савеза Републике Српске (ВС ПСРС)
3. Служба за планине и планинске стазе Планинарског савеза Републике Српске (СПИПС ПСРС)

## Сродне и стручне гране планинарства
У оквиру планинарског спорта у области надлежности ПСРС: планинарство, планинарско-смучање, алпинизам, планинска оријентација (оријентиринг), пећинарство, планински туризам, боравак у природи, очување и унапређење планинске природе, спортско пењање(болдеринг), планинарско трчање, планинарски бициклизам, планинарско скијање, маркирање планинарских стаза, одржавање планинарских домова, планинарска етика, заштити природе планина и човјекове околине.

### Планинарске ораганизације
У оквиру планинарског спорта у области надлежности ПСРС:планинарско удружење, планинарско друштво, планинарско-смучарско друштво, планинарски клуб, планинарска истраживачка и еколошка друштва, алпинистичко пењачки клубови, горска служба спашавања и њене станице, станице водичке службе, клубови екстремних спортова, друштва горских водича, организована планинарска секција у оквиру других спортских друштава.

## Грб Планинарског савеза Републике Српске
Грб, односно знак Планинарског савеза Републике Српске је представљен у облику издужене потковице са натписом "Планинарски савез Републике Српске".
У средини грба се налази рунолист, испод кога је застава Републике Српске. Испод заставе се налази натпис "1892", који означава годину почетка организованог планинарства .

## Историја
Планинарски савез Републике Српске је основан 6. јуна 1996. године, са сједиштем у Фочи.

## Награде
Председник Републике Српске Рајко Кузмановић је 6. јула 2009. године поводом Видовдана, Крсне славе Војске Републике Српске и обиљежавања значајних годишњица отаџбинских ратова, одликовао Планинарски савез Републике Српске Орденом Његоша II реда. Планинарски савез Републике Српске је овај орден добио за посебне заслуге на пољу јавне дјелатности и активности којом се доприноси општем развитку Републике Српске.

## Планинарска друштва Републике Српске
- Планинарско друштво Адреналин, Теслић
- Планинарско друштво Требевић, Источно Сарајево
- Планинарско спортско друштво Трескавица, Трново
- Планинарско друштво Гора, Бања Лука
- Планинарско друштво Козара, Бања Лука
- Планинарско-еколошко друштво Видик, Мркоњић Град
- Планинарско друштво Чичак, Челинац
- Планинарско друштво Механизам, Котор Варош
- Планинарско-еколошко друштво Мајевица, Бијељина
- Планинарско друштво Вучји зуб, Требиње
- Планинарско друштво Волујак, Гацко
- Планинарско друштво Зеленгора, Фоча
- Планинарско друштво Вук, Добој
- Планинарско друштво Озрен-Краљица 883, Петрово
- Планинарски клуб Очауш, Теслић
- Спортско планинарско алпинистички клуб Паук-Приједор, Приједор
- Планинарско друштво ВИДЕТА, Србац
- Еколошко-планинарско друштво Рисовац, Лопаре
- Планинарско-еколошко друштво АЦЕР, Власеница
- Планинарско-спортско друштво Пеција, Козарска Дубица
- Планинарско друштво Клековача, Приједор
- Планинарско друштво Столац, Вишеград
- Планинарско спортско друштво Превија, Бања Лука
- Планинарско спортско друштво Лелија, Калиновик
- Планинарско спортско друштво Виторог, Шипово
- Планинарско спортско друштво Патрија, Градишка
- Планинарско спортска организација Вихра, Рудо